# Collège Russicum
Le Collège Russicum (nom complet Pontificium Collegium Russicum, en abrégé : Russicum) est une résidence universitaire catholique pour étudiants russophones. Situé sur la via carlo Cattaneo dans le rione de l'Esquilin à Rome, il est consacré à l'étude de la culture et de la spiritualité russes. 
Il se trouve à proximité de la basilique Sainte-Marie-Majeure, séparé de l'Institut pontifical oriental par l'église Saint-Antoine-Abbé à laquelle il est rattaché.

## Historique
Sur proposition de Mgr d'Herbigny, sj, le Collegium Russicum fut fondé le 15 août 1929 par le pape Pie XI, ému par le grand nombre de Russes fuyant le régime bolchévique et par la persécution des chrétiens en URSS. Le financement de la création de la structure fut assuré par des dons venant des fidèles du monde entier à l'occasion de la canonisation de sainte Thérèse de l'Enfant-Jésus. Il servit aussi à former des prêtres et des missionnaires, envoyés ensuite de façon clandestine en Russie bolchévique organiser le culte en secret, risquant alors leur vie. Après la Seconde Guerre mondiale, le collège fut notamment subventionné par la CIA et le MI6 et soutenu par le SDECE.
On y célèbre le culte et on y prie selon le rite byzantin slave.
Le collège est dirigé par les jésuites et fournit instruction et logement à des étudiants et séminaristes catholiques et orthodoxes.

## Quelques élèves
- Paul Chaleil
- Léonide Féodoroff